# Ла-Эстрелья (Чили)
Ла-Эстрелья (исп. La Estrella) — посёлок в Чили. Административный центр одноимённой коммуны. Население — 1 108 человек (2002).   Посёлок и коммуна входит в состав провинции Карденаль-Каро и области Либертадор-Хенераль-Бернардо-О’Хиггинс.
Территория — 435 км². Численность населения — 3 041 жителя (2017). Плотность населения — 6,99 чел./км².

## Расположение
Посёлок расположен в 86 км на запад от административного центра области города Ранкагуа и в 40 км на северо-восток от административного центра провинции  города Пичилему.
Коммуна граничит:
- на востоке — с коммуной Лас-Кабрас
- на юго-востоке — c коммуной Пичидегуа
- на юге — c коммуной Марчиуэ
- на северо-западе — c коммуной Литуэче

## Демография
Согласно сведениям, собранным в ходе переписи 2017 г  Национальным институтом статистики (INE),  население коммуны составляет:
| Полное население                          | Полное население                          | Полное население                          | Полное население                          | Полное население                          | 3 041 |
| ----------------------------------------- | ----------------------------------------- | ----------------------------------------- | ----------------------------------------- | ----------------------------------------- | ----- |
| в том числе:                              | Городское население                       | 1 133                                     | Процент городского населения, %           | 37,26                                     |       |
|                                           | Сельское население                        | 1 908                                     | Процент сельского населения, %            | 62,74                                     |       |
|                                           | Мужское население                         | 1 603                                     | Процент мужского населения, %             | 52,71                                     |       |
|                                           | Женское население                         | 1 438                                     | Процент женского населения, %             | 47,29                                     |       |
| Плотность населения, чел/км²              | Плотность населения, чел/км²              | Плотность населения, чел/км²              | Плотность населения, чел/км²              | Плотность населения, чел/км²              | 6,99  |
| Население коммуны в % к населению области | Население коммуны в % к населению области | Население коммуны в % к населению области | Население коммуны в % к населению области | Население коммуны в % к населению области | 0,33  |

| Динамика изменения населения коммуны | Динамика изменения населения коммуны | Динамика изменения населения коммуны | Динамика изменения населения коммуны |
| ------------------------------------ | ------------------------------------ | ------------------------------------ | ------------------------------------ |
| 1992                                 | 2002                                 | 2012                                 | 2017                                 |
| 2779                                 | 4221▲                                | 3327▼                                | 3041▼                                |

## Важнейшие населенные пункты[4]
| № | Населённый пункт | Населённый пункт (исп.) | Категория | Население чел. (2002) | На карте                        |
| - | ---------------- | ----------------------- | --------- | --------------------- | ------------------------------- |
| 1 | Ла-Эстрелья      | La Estrella             | поселок   | 1108                  | 34°12′17″ ю. ш. 71°39′12″ з. д. |
| 2 | Коста-дель-Соль  | Costa del Sol           | поселок   | 272                   | 34°06′23″ ю. ш. 71°32′15″ з. д. |
| 3 | Ла-Агуада        | La Aguada               | поселок   | 204                   | 34°15′31″ ю. ш. 71°43′46″ з. д. |
| 4 | Гуадалао         | Guadalao                | поселок   | 154                   | 34°15′52″ ю. ш. 71°32′44″ з. д. |
| 5 | Лас-Чакрас       | Las Chacras             | поселок   | 92                    | 34°14′40″ ю. ш. 71°32′54″ з. д. |